# SCh-40
 (avril 2020).
Si vous disposez d'ouvrages ou d'articles de référence ou si vous connaissez des sites web de qualité traitant du thème abordé ici, merci de compléter l'article en donnant les références utiles à sa vérifiabilité et en les liant à la section « Notes et références ».
Le SCh-40 (en russe : стальной шлем образца 1940 года / stalnoï chlem, ou casque en acier modèle 1940) est un casque soviétique, utilisé par l'Armée rouge durant la Seconde Guerre mondiale et dans la période d'après-guerre. Ce casque a été d'une importance capitale durant le conflit pour les Russes, puisqu'il équipe une grande partie des troupes soviétiques, que ce soit l'infanterie ou les soldats motorisés. Dans une certaine mesure, le SCh-40 pourrait être comparé au M-1 américain. Il est décliné en 2 couleurs, le vert kaki et le vert olive.

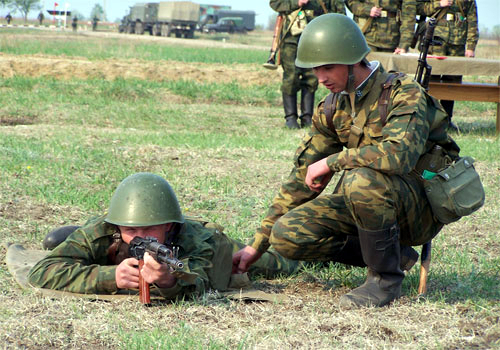
Deux soldats russes s'entraînant à tirer, le soldat à terre est équipé du SCh-68 et le soldat accroupi porte un SCh-40.

Le SCh-40 est distribué dans 3 tailles : P1 (petit-moyen), P2 (grand) et P3 (extra-large). Aujourd'hui encore, il reste en service dans la majorité des pays du pacte de Varsovie et d'ex-URSS.

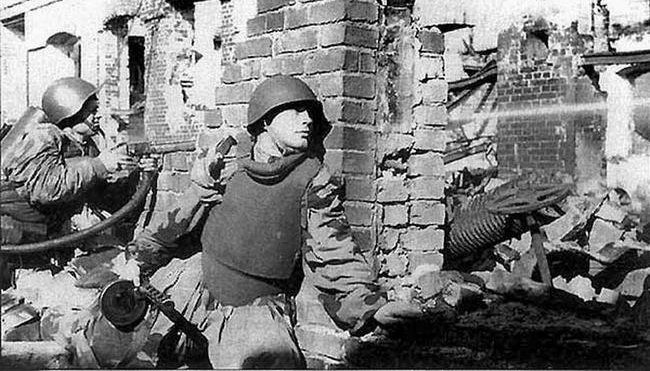
Soldat russe se cachant de l'ennemi. On peut noter qu'il porte un Ssh-40 ainsi qu'une armure type SN-42.

## Début dans l'Armée rouge

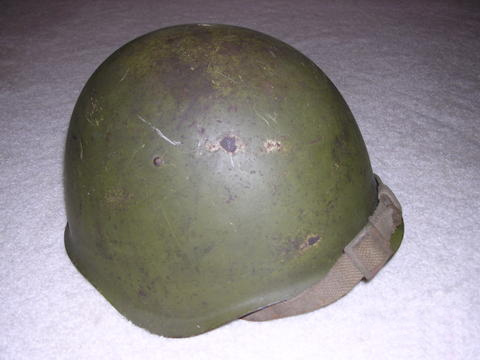
Un SCh-40 rouillé et abîmé par le temps, on peut voir un des rivets sur le côté. La sangle est relevée sur la visière.

Le SCh-40 désigne casque d'acier-40 en russe (Stal chlem veut dire casque d'acier et le 40 désigne l'année de sortie du casque, 1940). Ce casque ressemble beaucoup au SCh-39. La principale différence est la place des rivets sur le casque. Le SCh-39 possède seulement 3 rivets de maintien du casque tandis que le Ssh-40 en compte 6. De plus, la coiffe des deux casques et plutôt différente : dans le SCh-39, la coiffe est constituée d'un cercle de toile, tandis que dans le SCh-40, elle est constituée de 3 morceaux de cuir. C'est un changement plutôt bien accueilli par les soldats car la coiffe en cuir est plus confortable que la coiffe en toile.
Le casque est très vite produit à grande échelle afin de remplacer le SCh-36 totalement obsolète dans ce nouveau type de conflit. Le Ssh-40 fait son baptême lors de la guerre d'Hiver ainsi que dans l'invasion des pays baltes en 1940 et 1941.

## Après-guerre
Après la Seconde Guerre mondiale, le casque est longtemps resté en service dans l'Armée rouge et dans les pays du pacte de Varsovie, il est tellement utilisé qu'il est encore en service dans ces pays en 2010.
Durant cette période de paix, le casque évolue de différentes manières : il est dans un premier temps remplacé par la version 1947/1960 qui est identique à la version 1941/1945.
Puis dans un deuxième temps, il est remplacé par le SCh-60 (sorti en 1960 et produit en 1961). Il se diffère des autres versions par l'utilisation de cuir synthétique pour la coiffe ainsi que d'un quatrième morceau de cuir pour la coiffe. Les rivets sont disposés différemment sur le SCh-60. Le SCh-60 est le premier casque soviétique à pouvoir être utilisé avec un couvre-casque, amélioration qui permet de mieux camoufler le casque et de moins l'abîmer.
Dans les années 1970/1980, il partage sa place avec un nouveau casque, le SCh-68 mais reste majoritaire dans l'Armée rouge jusqu'à la chute de l'URSS.
Même aujourd'hui, si une guerre venait à éclater dans ces pays, il équiperait la majorité des soldats de secondes lignes et les civils.

## Caractéristiques techniques
| Nom du casque      | Année de sortie | Année de production                            | Nombre de casques produits | Matériaux                                                                             | Poids                                     | Autres caractéristiques                                                                                           |
| ------------------ | --------------- | ---------------------------------------------- | -------------------------- | ------------------------------------------------------------------------------------- | ----------------------------------------- | --- |
| SCh-39             | 1939            | 1940, 1941                                     | N/A                        | Feuilles d'acier pour le casque, toile pour la coiffe et toile pour la jugulaire.     | 1300g                                     | Coiffe en toile, presque pas de production P3.                                                                    |
| SCh-40 (1941/1945) | 1940            | 1940, 1941, 1942, 1943, 1944, 1945             | N/A                        | Feuilles d'acier pour le casque, cuir pour la coiffe et toile pour la jugulaire .     | 1280g                                     | Peinture plus brune utilisée pour le casque, acier de meilleure qualité.                                          |
| SCh-40 (1947/1960) | 1940            | 1947, 1948, 1949, 1950, 1951, 1952, 1953, 1954 | N/A                        | Feuilles d'acier pour le casque, cuir pour la coiffe et toile pour la jugulaire.      | 1280g                                     | Cuir de meilleure qualité, couture de meilleure qualité, jugulaire plus fiable, peinture plus verte (nitrokaska). |
| SCh-40M            | 1950            | 1950, 1951, 1952, 1953, 1954, 1955, 1956, 1957 | N/A                        | Feuilles d'acier pour le casque, cuir pour la coiffe et toile pour la jugulaire.      | 1310g                                     | Jugulaire en 4 points au lieu de 2. Utilisé pour les troupes motorisés.                                           |
| SCh-60             | 1959            | 1960, 1961                                     | N/A                        | Feuilles d'acier pour le casque, faux-cuir pour la coiffe et toile pour la jugulaire. | entre 1120g et 1190g suivant les tailles. | Coiffe en 4 points, meilleure qualité de tous les composants.                                                     |

## Résistance aux balles
Le SCh-40 est fait d'une feuille d'acier, relativement épaisse comparée au Stalhelm allemand ou à l'Adrian français : il résiste donc à certaines balles de pistolets et même à certains sharpnels, selon l'angle de tir. Il résiste aussi aux éclats moyens d'un grenade à main M24 allemande, principale grenade sur le front de l'est avec la F-1 soviétique.
Le SCh-40 résiste notamment aux balles de (les tests des balles sont réalisés à bout portant) :
- 9 x 19 mm Parabellum (Luger P08, Walther P38, MAC modèle 1950)
- 45. ACP (Colt M1911)
- 7,62 x 25 mm TT (Tokarev TT 33, PPSh-41)
- 9 x 18 mm Makarov (Makarov PM, Type 59)

Par contre il ne permet pas d'arrêter les balles de : 
- 7,62 x 33 millimètres ou .30 Carabine (Carabine M1)
- 5,56 × 45 mm OTAN (AR-15, M16)
- 7,62 x 39 millimètres M43 (SKS, AK-47, AKM)
- 7,92 x 57 millimètres Mauser (Kar 98, G43)

## Utilisateurs
Ce casque connaît un grand succès dans les armées des pays communistes. Il est notamment utilisé en : 
- URSS : sous le nom de SCh-40.
- Pologne : sous le nom de wz. 50 puis wz.  53.
- Hongrie : sous le nom de casque M70 (en).
- Tchécoslovaquie : sous le nom de VZ 50 puis VZ 53.
- Bulgarie : sous le nom de M51/72.
- Roumanie : sous le nom de M40.
- Nord-Vietman puis Vietnam : sous le nom de SCh-40.
- Chine : durant la révolution, sous le nom de SCh-40.
- Corée du Nord : sous le nom de SCh-40[5].
- Yougoslavie : durant et peu après la guerre, sous le nom de SCh-40.